# 中共山东早期历史纪念馆
中共山东早期历史纪念馆，原称中国共产党山东省党史陈列馆，位于中华人民共和国山东省济南市市中区共青团路1号，济南市公益一类正处级事业单位，隶属中共济南市委宣传部。该馆于1988年5月正式开馆，原址位于大革命时期中国共产党山东省委员会秘书处机关旧址，1991年6月扩建的新馆是一座三层框架结构建筑，与坐落在五龙潭公园内的省委秘书处机关旧址毗邻。2020年陈列馆拆除，以中共山东省委机关旧址为核心重新兴建展馆，并更名为中共山东早期历史纪念馆。

## 历史
中共山东省委机关旧址，位于济南老城区五龙潭东南侧，原为东流水街105号赵树堂阿胶庄院内东面临街的门市楼，是一座坐西面东的二层小楼，1925年至1927年间曾作为中共山东省委前身山东地执委的秘密办公地，王尽美、邓恩铭等曾在此工作‌。1985年，在五龙潭公园建设时，东流水街民居被拆除，独保旧址小楼被划入公园保护范围，成为园内重要红色遗址。1987年9月27日，五龙潭公园建成，旧址位于公园东南侧。
1988年5月，中国共产党山东省党史陈列馆在机关旧址成立，隶属中共济南市委党史资料征集研究委员会，全国人大常委会原委员长彭真为该馆题写馆名。展室面积130多平方米，展陈有1919年至1937年间的中国共产党在山东省活动的历史资料:539。1988年7月1日，中共山东省委领导机关旧址北邻的美铭广场正式落成，位于五龙潭公园内东南侧，占地388平方米，广场内建有王尽美、邓恩铭纪念石雕一座。
1990年10月，为纪念中国共产党成立70周年，中共山东省委和济南市委决定对该馆进行扩建。1991年6月25日，中共山东省党史陈列馆新馆正式开馆，位于共青团路3号，是一座高约16米的三层框架结构建筑，建筑面积1273平方米:539。该馆位于山东省济南市市中区共青团路3号，平面布局上以南北方向的“巨”字形布置，北侧紧邻五龙潭公园的中共山东省委领导机关旧址，东侧为泉城路，南侧为趵突泉公园。建筑立面以红色花岗石为主，采用传统双坡顶设计‌，正面有彭真手书的馆名，馆名正上方则嵌有镰刀锤头标志。
1995年8月，该馆被中共山东省委宣传部公布为首批省级爱国主义教育基地。同年，被济南市命名为市爱国主义教育基地。2007年6月，被中共济南市委组织部公布为“济南市党员教育基地”，被中共山东省委组织部公布为“山东省党员教育基地”。2008年，该馆开会免费对公众开放。2009年，该馆被列为历史文化重点视察单位。2010年8月，被济南市精神文明建设委员会公布为济南市未成年人思想道德教育基地。
2021年，按照中共山东省委决定、经中央批准，以中共山东省委机关旧址为核心，对原有场馆进行了改造提升，拆除遮挡山东省委机关旧址的原山东省党史陈列馆和原山东省文物总店，新建一座展馆，并对原T形楼进行了改造修缮，同时复原部分东流水街原貌。2021年5月，该馆正式更名为中共山东早期历史纪念馆。2021年6月29日，中共山东早期历史纪念馆正式启用，为济南市公益一类正处级事业单位，隶属中共济南市委宣传部，位于济南市市中区共青团路1号。纪念馆建筑面积约1358平方米，其中新建约879平方米、修缮利用T形楼约408平方米，维护中共山东省委机关旧址约71平方米。为了与周边园林景观风貌相协调，新展馆采用了仿古建筑风格。

## 展览

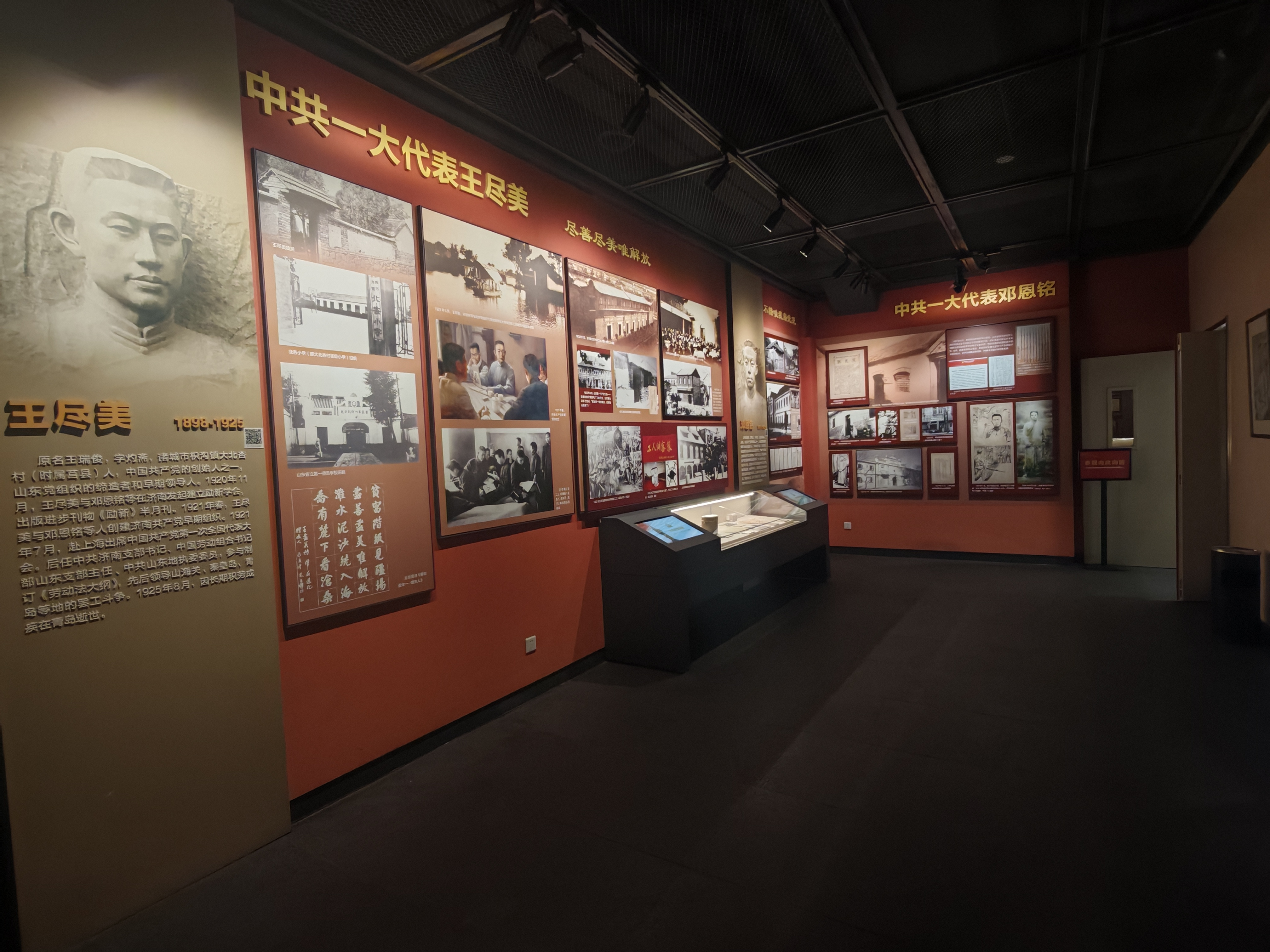
中共山东早期历史纪念馆内部展览

2016年，该馆馆藏文物有500余件，并展示有1500余幅照片。设有三个展厅，主要展示大革命时期中国共产党在山东的历史资料图片等，通过照片及实物讲述中国共产党山东地方组织的发展、壮大的历程。此外，该馆还负责山东省及济南市党史宣传展览；党史文物、党史党建资料的征集与研究；中共山东省委领导机关旧址和王尽美、邓恩铭塑像及纪念广场的维护管理等。
中共山东早期历史纪念馆建筑面积1358平方米，展陈线路约253米，展陈面积约1000平方米。该馆常设“齐鲁曙光”展览，除序厅、尾厅外，分为“社会变革、历史选择”“点燃星火、彰显初心”“工农运动、异军突起”“土地革命、前仆后继”“信仰弥坚、铁血担当”“重建省委、抗日救亡”六个部分。

## 备注
1. ↑  后曾改为111号
2. ↑  该机构于1990年代更名为中共济南市委党史研究室，2019年又与市史志办公室合并为市委党史研究院